# Исаев, Магомедшапи Алиханович
Магомедшапи Алиханович Исаев (дарг. МяхӏямадшапигӀ Гӏисаев; 4 августа 1944 — 23 сентября 2006) — советский и российский филолог; Заслуженный деятель науки Республики Дагестан; профессор, доктор филологических наук; поэт, писатель.

## Биография
Родился в селении Мекеги Левашинского района 4 августа 1944 года шестым (младшим) мальчиком в семье. Старший брат Хизри был кузнецом, остальные четверо братьев Ильяс, Алихан, Киров и Шамиль стали животноводами.
В 1970 году окончил русско-дагестанское отделение филологического факультета Дагестанского университета, в 1978 году — аспирантуру при Институте языка, литературы и искусства имени Г.Цадасы, после чего работал в том же институте в секторе литературных языков; с 1988 года — заведующий отделом грамматических исследований.
Одновременно преподавал на кафедре общего и дагестанского языкознания Дагестанского педагогического университета профессор.

## Научная деятельность
Область научных исследований — глагольные словосочетания, дагестанская фразеология.
Подготовил шесть кандидатов наук.
Автор более 100 научных работ, в том числе монографий и краткого «Русско-даргинского словаря» (1988).

### Избранные труды
Источник — Электронные каталоги РНБ:
- Исаев М.-Ш. А. Словосочетания даргинского языка и их изучение в школе : (К пробл. структуры и функций глагол. словосочетаний). — Махачкала: Дагучпедгиз, 1982. — 92 с. — (В помощь учителю). — 1000 экз.
- Исаев М. А. Структура глагольных словосочетаний в даргинском языке : Автореф. дис. … канд. филол. наук. — Махачкала, 1982. — 22 с.
- Исаев М. А. Структурная организация и семантика фразеологических единиц даргинского языка : Автореф. дис. … д-ра филол. наук. — Махачкала, 1996. — 53 с.
- Мусаев М. М., Исаев М. А. Даргинский язык : Учеб. для 5-го кл. — Махачкала: Дагучпедгиз, 1991. — 160 с.
  -  — Махачкала: Дагучпедгиз, 1995. — 119 с.[3]
- Русско-даргинский словарь : Ок. 11000 слов / Сост.: М.-Ш. А. Исаев. — Махачкала: Дагучпедгиз, 1988. — 509 с. — 8000 экз.

## Творчество
Писал стихотворения, поэмы, рассказы на даргинском языке. Им опубликованы сборник стихов «Алкан дила зубари», сборник рассказов на даргинском языке.